# Tayum
Tayum ist eine philippinische Stadtgemeinde in der Provinz Abra. Sie hat 14.467 Einwohner (Zensus 2015).

## Baranggays
Tayum ist administrativ unterteilt in elf Baranggays.
| - Bággalay - Básbasa - Budac - Bumagcat | - Cabaroan - Deet - Gáddani - Patucannay | - Pias - Poblacion - Velasco |